# Ліндонвілл (Вермонт)
Ліндонвілл (англ. Lyndonville) — селище (англ. village) в США, в окрузі Каледонія штату Вермонт. Населення — 1136 осіб (2020).

## Географія
Ліндонвілл розташований за координатами 44°32′6″ пн. ш. 72°0′2″ зх. д. / 44.53500° пн. ш. 72.00056° зх. д. (44.534969, -72.000649).  За даними Бюро перепису населення США в 2010 році селище мало площу 1,90 км², з яких 1,83 км² — суходіл та 0,07 км² — водойми.

## Демографія
Згідно з переписом 2010 року, у селищі мешкало 1207 осіб у 556 домогосподарствах у складі 276 родин. Густота населення становила 634 особи/км².  Було 618 помешкань (325/км²).
Расовий склад населення:
| - 95,3 % — білих - 1,3 % — азіатів - 0,7 % — чорних або афроамериканців - 0,3 % — корінних американців |

До двох чи більше рас належало 1,8 %. Частка іспаномовних становила 2,1 % від усіх жителів.
За віковим діапазоном населення розподілялося таким чином: 19,6 % — особи молодші 18 років, 64,7 % — особи у віці 18—64 років, 15,7 % — особи у віці 65 років та старші. Медіана віку мешканця становила 32,7 року. На 100 осіб жіночої статі у селищі припадало 93,1 чоловіків;  на 100 жінок у віці від 18 років та старших — 88,3 чоловіків також старших 18 років.
Середній дохід на одне домашнє господарство  становив 36 146 доларів США (медіана — 29 792), а середній дохід на одну сім'ю — 44 320 доларів (медіана — 38 854). За межею бідності перебувало 22,9 % осіб, у тому числі 24,6 % дітей у віці до 18 років та 7,6 % осіб у віці 65 років та старших.
Цивільне працевлаштоване населення становило 551 особа. Основні галузі зайнятості: мистецтво, розваги та відпочинок — 22,3 %, освіта, охорона здоров'я та соціальна допомога — 21,2 %, фінанси, страхування та нерухомість — 12,7 %, роздрібна торгівля — 9,3 %.